# Alice (filme)
Alice é um filme dramático português de 2005, escrito e realizado por Marco Martins, a sua primeira longa-metragem de ficção. Alice é protagonizado por Nuno Lopes (como Mário) e Beatriz Batarda (como Luísa), pais da menina desaparecida de três anos que dá título ao filme. Alice foi produzido por Paulo Branco com banda sonora de Bernardo Sassetti. 
O filme é dedicado a Filomena Teixeira, mãe de Rui Pedro, rapaz de Lousada desaparecido desde 1998 quando tinha onze anos. É dos poucos filmes portugueses com boa presença no estrangeiro, sobretudo em França. 

## Sinopse
Passaram 193 dias desde que Alice foi vista pela última vez. Todos os dias, Mário, o seu pai, sai de casa e repete o mesmo percurso que fez no dia em que Alice desapareceu. A obsessão de a encontrar leva-o a instalar uma série de câmaras de vídeo que registam o movimento das ruas. No meio de todos aqueles rostos, daquela multidão anónima, Mário procura uma pista, uma ajuda, um sinal...
A dor brutal causada pela ausência de Alice transformou Mário numa pessoa diferente mas essa procura obstinada e trágica, é a única forma que ele tem para continuar a acreditar que um dia Alice vai aparecer.

## Elenco
- Nuno Lopes, como Mário.
- Beatriz Batarda, como Luísa.
- Miguel Guilherme, como Zé.
- Ana Bustorff, como Margarida.
- Laura Soveral, Lurdes.
- Gonçalo Waddington, como Segurança de aeroporto.
- Carla Maciel, como Mónica.
- José Wallenstein, como Detetive.
- Clara Andermatt
- Ivo Canelas, como Ricardo.
- Teresa Faria
- Carlos Santos
- Bárbara Barradas, como Alice.
- Rita Ferreira, como Alice 2 e Imagem do poster.

## Produção

### Desenvolvimento
Alice é uma produção luso-francesa, desenvolvida em conjunto por companhias de produção portuguesas (Clap Filmes, RTP e Madragoa Filmes) e francesa (Gémini Films).
Com esta sua primeira longa-metragem, Marco Martins queria representar a capital portuguesa e o isolamento dos seus habitantes, o que deu origem ao enredo acerca de um pai que perde a sua filha. O realizador frisa o seu processo criativo de abordagem ao guião em que começa por um tema a partir do qual encontra uma história que se enquadre nesse mesmo tema.
Embora não se proponha a retratar diretamente a história de Rui Pedro, o guião de Alice não só refere o episódio do menino de 11 anos desaparecido de Lousada em 1998, como se inspira nas tentativas infrutíferas da mãe da criança para o encontrar. O realizador e o protagonista entrevistaram Filomena Teixeira, mãe de Rui Pedro, não sobre a história em si, mas sobre o processo emocional que ela tinha passado desde o desaparecimento do filho. Tal facilitou o desenvolvimento dos protagonistas. O realizador pretendia transmitir as angústias de quem se vê privado do riso de um filho e que parte numa busca incessante.

### Casting

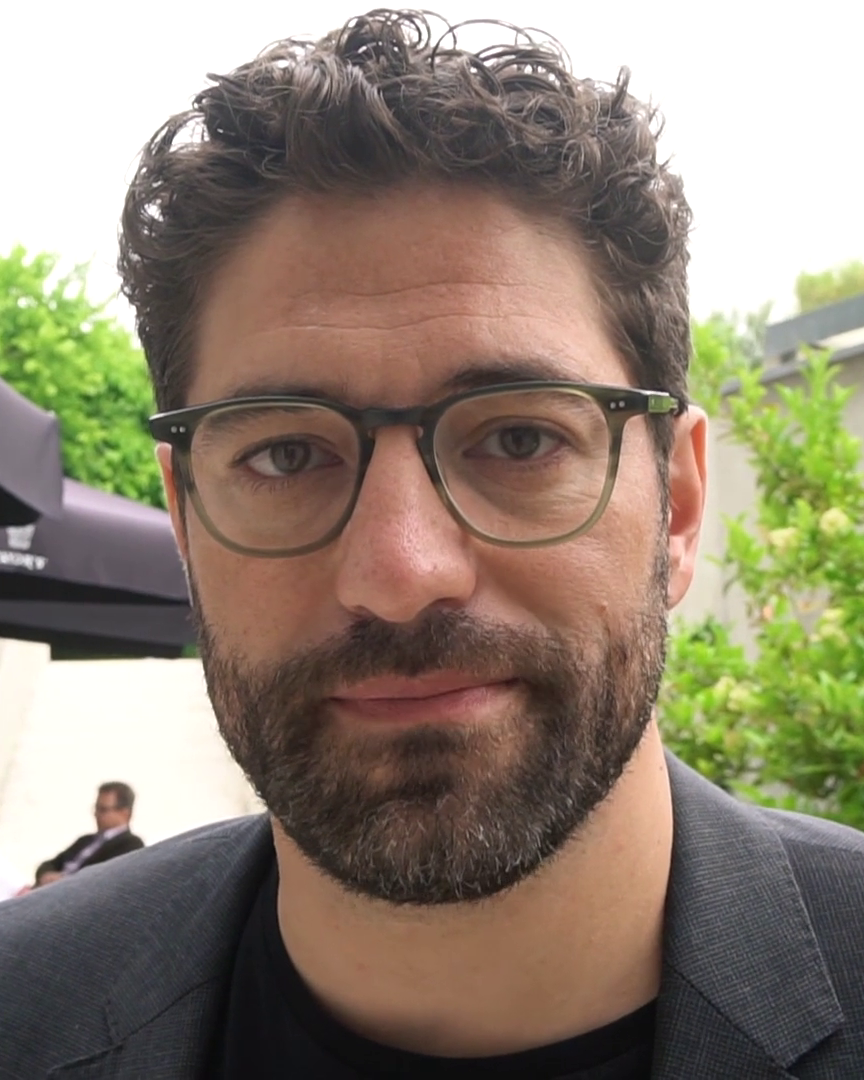
Nuno Lopes foi escolhido após um casting para contratar um protagonista.

A escolha do ator que iria dar vida a Mário, o protagonista, foi feita através de casting. Marco Martins considerou ser irresponsável da sua parte ter escrito o guião do filme baseado numa só personagem sem ter uma ideia do ator que ele e a equipa de produção iria escolher. Nuno Lopes viria a ser contratado para o papel, tendo-se tornado uma revelação pelo registo distinto a que o público geral estava habituado a vê-lo, em telenovelas ou programas de humor. Este filme marcaria a primeira colaboração entre Marco Martins e Nuno Lopes, que se foi reproduzindo ao longo da carreira de ambos em diversas plataformas como teatro, cinema (eg. São Jorge) e televisão (eg. Sara). Beatriz Batarda, Ana Bustorff, Ivo Canelas, Miguel Guilherme, Laura Soveral e Gonçalo Waddington foram atores também contratados para o filme, o que levaram a considerar este um elenco de peso.

### Gravações
A longa-metragem foi filmada toda no período de Inverno, no cenário de uma Lisboa extremamente urbana, revelando o grande fluxo de pessoas que todos os dias vêm dos subúrbios para a cidade. As cenas que estão no filme não têm figurantes. O realizador considera-as "quase documentais", uma vez que optou por filmar à saída dos comboios da Linha de Sintra e dos barcos que vinham do Barreiro.

## Temas e estilo
Com este filme, Marco Martins quis mostrar os ocupantes de uma Lisboa cinzenta. Acima de tudo, pretendia abordar a temática da urbanidade e da forma como as pessoas vivem isoladas na cidade ou parecem sozinhas, vítimas das grandes migrações diárias dos subúrbios para Lisboa. Este tema da repetição é outra constante, transmitido não apenas através das ações de Mário, mas também pelos elementos de composição e movimento do filme. Alice é um filme de poucas palavras, despido de artifícios teatrais. Explora mais os estados de alma que as emoções, procura fazer sentir mais os ambientes que os motivos, aplica-se mais na forma que na intensidade do drama vivido. Num registo seco e sóbrio, aborda um tema na moda: o misterioso desaparecimento de uma criança, uma filha de três anos.

## Banda sonora
Toda a Direção musical de Alice é da responsabilidade de Bernardo Sassetti. O realizador pediu-lhe que a banda sonora transmitisse o lado monocórdico da narrativa, de uma forma que fosse repetitiva sem ser minimal. Para além de Sassetti no piano e copo de cristal, os temas são interpretados por Rui Rosa no clarinete e Yuri Dariel no contrabaixo. A colaboração culminou num álbum de jazz que incorpora os sons de carros e chuva de Lisboa. O CD foi lançado pela Trem azul em 2005. Segue-se a lista dos temas produzidos:
| N.º | Título                                | Duração |  |
| 1.  | "I. Prólogo: Hoje"                    |         |  |
| 2.  | "I. Passagens Pela Cidade, Parte I"   |         |  |
| 3.  | "I. Passagens Pela Cidade, Parte II"  |         |  |
| 4.  | "I. Passagens Pela Cidade, Parte III" |         |  |
| 5.  | "I. Passagens Pela Cidade, Parte IV"  |         |  |
| 6.  | "I. Movimentos Invisíveis"            | 3:53    |  |
| 7.  | "II. Noite, Parte I"                  |         |  |
| 8.  | "II. Noite, Parte II"                 |         |  |
| 9.  | "II. Interlúdio: Ontem"               |         |  |
| 10. | "II. Noite, Parte III"                |         |  |
| 11. | "II. Noite, Parte IV"                 |         |  |
| 12. | "II. Noite, Parte V"                  |         |  |
| 13. | "II. À Espera de Alice"               | 3:23    |  |
| 14. | "III. Indiferença"                    |         |  |
| 15. | "III. Epílogo: Amanhã"                |         |  |

## Lançamento
Alice estreou a 16 de maio na edição de 2005 do Festival de Cannes, onde viria a ser multipremiado. O filme viria a ser distribuído comercialmente em França a 28 de setembro de 2005. Em Portugal, a estreia decorreu no Cinema King, em Lisboa, a 6 de outubro de 2005. Na sua quinta semana de exibição nacional, o filme havia sido visto por cerca de 30 mil espectadores.
A longa metragem foi editado em DVD e distribuída pela Lusomundo Audiovisuais em 2006.

### Festivais
O filme fez parte da seleção dos seguintes Festivais internacionais de cinema:
- Festival de Cannes (França, maio de 2005)
- Festival de Haifa (Israel, outubro de 2005)
- Taipé Golden Horse (Taiwan, novembro de 2005)[18]
- Festival de Liubliana (Eslovénia, novembro de 2005)
- Danish Film Institute (Copenhaga, 2005)
- Mar del Plata (Argentina, março de 2006)[19]
- Las Palmas (Espanha, março de 2006)
- Festival de Jeonju (Coreia do Sul, abril de 2006)
- Biografilm Festival (Itália, junho de 2006)
- Raindance (Reino Unido, outubro de 2006)
- Tallinn black nights (Estónia, dezembro de 2006)
- Ottawa European Union (Canadá, novembro de 2008)

## Receção
Elogiado pelo público e pela critica nacional e internacional, Alice é considerada uma obra-prima do cinema português contemporâneo por críticos e realizadores como Eurico de Barros, Rafael Almeida e Luís Filipe Borges. Em 2019, a Filmspot reuniu um júri de 122 profissionais ligados ao cinema português que consideraram Alice o 9º melhor filme português de sempre. O filme foi geralmente elogiado pelo modo singular como a história retrata o amor de um pai por uma filha e o sofrimento provocado pela sua ausência. Os críticos destacam as performances notáveis de Nuno Lopes e Beatriz Batarda, bem como a beleza da cinematografia e da música de Bernardo Sassetti que combina na perfeição com os ambientes do filme.

### Premiações
Aquando a sua estreia no Festival de Cannes, Alice valeu a Marco Martins o Prémio Regards Jeunes para o Melhor filme da Quinzena dos Realizadores, bem como nomeações para os Prémios Golden Camera e Prémio C.I.C.A.E. Marco Martins foi um dos sete nomeados como Artistas Revelação para o Prémio Fassbinder, no âmbito dos Prémios Europeus do Cinema 2005, outorgados em Berlim pela Academia Europeia de Cinema. Foi também premiado em outros festivais internacionais, como no Mar del Plata (Melhor realização, melhor fotografia e prémio FIPRESCI para melhor filme).
Na edição portuguesa de 2006 dos Globos de Ouro foi entregue o Globo de Ouro de Melhor Filme para Marco Martins e de Melhor Ator para Nuno Lopes, e Beatriz Batarda foi distinguida com uma nomeação para Melhor Atriz. Dos filmes portugueses estreados nas salas de cinema entre 1 de Outubro de 2005 e 30 de Setembro de 2006, Alice foi o que reuniu o consenso do júri do Instituto do Cinema, Audiovisual e Multimédia para ser a submissão portuguesa candidata a uma nomeação para o Óscar de Melhor Filme Estrangeiro. No entanto, a Academia não viria a selecionar o filme para a categoria.  
| Ano  | Premiação              | Categoria                                      | Trabalho             | Resultado | Ref.   |
| ---- | ---------------------- | ---------------------------------------------- | -------------------- | --------- | ------ |
| 2005 | Festival de Cannes     | Prix Regards Jeune: Melhor filme               | Alice, Marco Martins | Venceu    | [ 25 ] |
| 2005 | Festival de Cannes     | Prémio C.I.C.A.E.                              | Marco Martins        | Indicado  | [ 25 ] |
| 2005 | Festival de Cannes     | Golden camera                                  | Marco Martins        | Indicado  | [ 25 ] |
| 2006 | Globos de ouro         | Melhor filme                                   | Alice, Marco Martins | Venceu    | [ 26 ] |
| 2006 | Globos de ouro         | Melhor ator                                    | Nuno Lopes           | Venceu    | [ 26 ] |
| 2006 | Globos de ouro         | Melhor atriz                                   | Beatriz Batarda      | Indicado  | [ 26 ] |
| 2006 | Festival de Las Palmas | Melhor realizador (Primeiro filme)             | Marco Martins        | Venceu    |        |
| 2006 | Festival Mar del Plata | Melhor filme (Competição internacional)        | Alice, Marco Martins | Indicado  | [ 27 ] |
| 2006 | Festival Mar del Plata | Prémio FIPRESCI                                | Marco Martins        | Venceu    | [ 27 ] |
| 2006 | Festival Mar del Plata | Melhor realizador                              | Marco Martins        | Venceu    | [ 27 ] |
| 2006 | Festival Mar del Plata | Prémio ADF Cinematografia                      | Carlos Lopes         | Venceu    | [ 27 ] |
| 2007 | Prémios Ariel          | Silver Ariel: Melhor filme ibero-americano     | Alice, Marco Martins | Indicado  | [ 28 ] |
| 2010 | Prémios CinEuphoria    | Melhores filmes da década: Competição nacional | Alice, Marco Martins | Venceu    | [ 29 ] |